# ويليام ويست بوند
ويليام ويست بوند (بالإنجليزية: William West Bond)‏ هو محامي وسياسي أمريكي، ولد في 8 مارس 1884 في براونزفيل في الولايات المتحدة، وتوفي بنفس المكان في 9 مايو 1975. حزبياً، نشط في الحزب الديمقراطي. وقد انتخب عضو مجلس ولاية تينيسي.